# Morti il 22 giugno
| Questa pagina contiene informazioni ricavate automaticamente dalle voci biografiche con l'ausilio del template Bio e di un bot. L'aggiornamento è periodico e automatico e ricostruisce completamente la pagina. Se manca una persona in questa lista, sei pregato di non aggiungerla, ma accertati piuttosto che la sua voce biografica contenga il template Bio e che i dati anagrafici siano correttamente compilati. Se il template Bio manca, inseriscilo tu stesso o, in alternativa, metti l'avviso {{tmp\|Bio}} che ne segnala la mancanza. Se i dati riportati sono sbagliati, correggi direttamente la voce biografica; le modifiche saranno visibili in questa lista entro pochi giorni. Per chiarimenti vedi il progetto biografie. La lista contiene solo le 458 persone che sono citate nell'enciclopedia e per le quali è stato implementato correttamente il template Bio. Pagina aggiornata al 17 ago 2025. |

## III secolo a.C.(1)
- 207 a.C. - Asdrubale Barca, generale cartaginese (n. 245 a.C.)

## V secolo(1)
- 431 - Paolino di Nola, vescovo italiano (n. 355)

## VI secolo(1)
- 567 - Teodosio I di Alessandria, vescovo greco antico

## IX secolo(1)
- 866 - Emenone di Poitiers, conte

## X secolo(2)
- 910 - Gebeardo di Lotaringia, duca
- 910 - Gerardo I di Metz, nobile tedesco

## XI secolo(1)
- 1017 - Leone Passiano, militare bizantino

## XII secolo(3)
- 1101 - Ruggero I di Sicilia, sovrano normanno
- 1102 - Alberto III di Namur, nobile francese
- 1164 - Everardo di Salisburgo, abate, arcivescovo cattolico e santo austriaco

## XIII secolo(1)
- 1276 - Papa Innocenzo V, papa, arcivescovo cattolico e cardinale francese

## XIV secolo(3)
- 1316 - Lamberto I da Polenta, condottiero italiano
- 1343 - Aimone di Savoia, conte (n. 1291)
- 1344 - Paolino Minorita, vescovo cattolico, politico e scrittore italiano

## XV secolo(7)
- 1429 - Al-Kashi, matematico e astronomo persiano
- 1441 - Paolo di Castro, giurista italiano (n. 1360)
- 1450 - Polidoro Foscari, arcivescovo cattolico italiano (n. 1410)
- 1462 - Caterina d'Alençon, nobile (n. 1396)
- 1483 - Jean Rolin, cardinale e vescovo cattolico francese (n. 1408)
- 1493 - Giovanna Stuart, principessa scozzese (n. 1428)
- 1498 - Mirkhond, storico persiano (n. 1433)

## XVI secolo(6)
- 1527 - William Carey, nobile britannico (n. 1495)
- 1532 - William Spencer, politico e nobile inglese (n. 1496)
- 1535 - John Fisher, cardinale, vescovo cattolico e umanista britannico (n. 1469)
- 1553 - Girolamo Marini, architetto italiano
- 1580 - Hernando de Acuña, poeta spagnolo (n. 1518)
- 1593 - Hasan Predojević, militare bosniaco

## XVII secolo(10)
- 1613 - Antonino Spatafora, pittore, architetto e cartografo italiano
- 1627 - Lawrence Beyerlinck, teologo e scrittore belga (n. 1578)
- 1630 - Giulio Cesare Amidano, pittore italiano (n. 1566)
- 1635 - Giovanni Giacomo Staserio, gesuita, matematico e astronomo italiano (n. 1565)
- 1638 - Emanuele del Portogallo, principe portoghese (n. 1568)
- 1645 - Gaspar de Guzmán y Pimentel, politico spagnolo (n. 1587)
- 1664 - Katherine Philips, poetessa, letterata e traduttrice gallese (n. 1632)
- 1670 - Erdmute Sofia di Sassonia, principessa (n. 1644)
- 1691 - Solimano II, sultano ottomano (n. 1642)
- 1699 - Josiah Child, economista e politico inglese (n. 1630)

## XVIII secolo(22)
- 1708 - Lodovico Adimari, poeta italiano (n. 1644)
- 1713 - Carlo Marcellini, stuccatore, scultore e architetto italiano (n. 1643)
- 1714 - Matthew Henry, religioso inglese (n. 1662)
- 1716 - Matteo Muscella, vescovo cattolico italiano (n. 1652)
- 1717 - Lodovico Flangini, ammiraglio italiano (n. 1677)
- 1722 - Maria Landini, soprano italiano
- 1723 - George Delaval, ammiraglio, politico e diplomatico britannico
- 1731 - Edward Howard, VIII conte di Suffolk, nobile e politico inglese (n. 1672)
- 1734 - Edmond Pourchot, filosofo francese (n. 1651)
- 1735 - Pirro Albergati, compositore italiano (n. 1663)
- 1741 - Joseph-Hector Fiocco, compositore fiammingo (n. 1703)
- 1754 - Nicolas Siret, compositore, clavicembalista e organista francese (n. 1663)
- 1759 - Louis de Cahusac, drammaturgo, poeta e enciclopedista francese (n. 1706)
- 1760 - Joaquín Fernández de Portocarrero, cardinale spagnolo (n. 1681)
- 1761 - Raniero d'Elci, cardinale e arcivescovo cattolico italiano (n. 1670)
- 1762 - Carlo Federico Alberto di Brandeburgo-Schwedt, principe e militare tedesco (n. 1705)
- 1767 - Giuseppe Zocchi, pittore, incisore e disegnatore italiano (n. 1716)
- 1772 - François-Vincent Toussaint, scrittore, traduttore e enciclopedista francese (n. 1715)
- 1777 - Johann Friedrich Cartheuser, medico e naturalista tedesco (n. 1704)
- 1791 - Giuseppe Antonio Landi, architetto, pittore e disegnatore italiano (n. 1713)
- 1791 - Catharine Macaulay, storica britannica (n. 1731)
- 1792 - Jean-Jacques Caffieri, scultore francese (n. 1725)

## XIX secolo(54)
- 1803 - Wilhelm Heinse, scrittore tedesco (n. 1749)
- 1804 - Diego Gatta, religioso, giurista e funzionario italiano (n. 1729)
- 1812 - Richard Kirwan, biologo irlandese (n. 1733)
- 1813 - Anton Graff, pittore svizzero (n. 1736)
- 1814 - Francesco Celebrano, artista italiano (n. 1729)
- 1816 - Ferdinando Marescalchi, diplomatico e politico italiano (n. 1754)
- 1817 - Pavel Aleksandrovič Stroganov, nobile e ufficiale russo (n. 1772)
- 1821 - Domenico Vantini, architetto e pittore italiano (n. 1764)
- 1825 - Johann Karl Burckhardt, astronomo e matematico tedesco (n. 1773)
- 1826 - Grigorij Vladimirovič Orlov, politico russo (n. 1777)
- 1833 - Andrea Vochieri, patriota italiano (n. 1796)
- 1835 - Melchiorre Delfico, filosofo, economista e numismatico italiano (n. 1744)
- 1837 - Anton Sminck van Pitloo, pittore olandese (n. 1790)
- 1839 - Elias Boudinot, imprenditore statunitense (n. 1802)
- 1845 - Joseph Mössmer, pittore austriaco (n. 1780)
- 1846 - Benjamin Robert Haydon, pittore britannico (n. 1786)
- 1849 - Carlo Rocco, matematico italiano (n. 1799)
- 1851 - Heinrich August Erhard, storico, archivista e medico tedesco (n. 1793)
- 1853 - Costanzo Angelini, pittore, incisore e letterato italiano (n. 1760)
- 1854 - Gaspard Brunet, politico francese (n. 1788)
- 1857 - Anna del Gesù di Braganza, nobile (n. 1806)
- 1859 - Jules Charles Conway De Cotte, generale francese (n. 1807)
- 1865 - Ángel de Saavedra, scrittore, poeta e drammaturgo spagnolo (n. 1791)
- 1871 - Aristodemo Costoli, scultore italiano (n. 1803)
- 1871 - Charles Lemaire, botanico francese (n. 1800)
- 1872 - James Black, artigiano statunitense (n. 1800)
- 1873 - Giovanni Battista Cariolo, politico italiano (n. 1805)
- 1874 - Ilija Garašanin, politico serbo (n. 1812)
- 1874 - Howard Staunton, scacchista inglese (n. 1810)
- 1879 - Ahmad Shah Tajuddin Mukarram di Kedah, sovrano malese (n. 1832)
- 1881 - Carlo Barbiano di Belgiojoso, scrittore, pittore e politico italiano (n. 1815)
- 1881 - Leone Escudier, giornalista e musicologo francese (n. 1821)
- 1882 - James Eights, esploratore, scienziato e fisico statunitense (n. 1798)
- 1884 - Frédéric de Falloux du Coudray, cardinale francese (n. 1815)
- 1885 - Muhammad Ahmad, politico e mistico sudanese (n. 1844)
- 1886 - Henry Fletcher Hance, botanico e diplomatico britannico (n. 1827)
- 1887 - E. Marlitt, scrittrice tedesca (n. 1825)
- 1887 - Albert Kazimirski de Biberstein, orientalista francese (n. 1808)
- 1887 - William Millton, rugbista a 15, crickettista e dirigente sportivo neozelandese (n. 1858)
- 1888 - Franz Folliot de Crenneville, generale austriaco (n. 1815)
- 1891 - Alessandro Ademollo, scrittore italiano (n. 1826)
- 1891 - Albert Aldridge, calciatore inglese (n. 1864)
- 1891 - Antonio Maffei, storico e storico dell'arte italiano (n. 1805)
- 1893 - Giuseppe Franzi, politico e avvocato italiano (n. 1824)
- 1894 - Alexandre Antonin Taché, missionario e arcivescovo cattolico canadese (n. 1823)
- 1895 - Amilcare Malagola, cardinale e arcivescovo cattolico italiano (n. 1840)
- 1895 - Henry Moore, pittore inglese (n. 1831)
- 1896 - Benjamin Helm Bristow, politico, militare e magistrato statunitense (n. 1832)
- 1897 - Francesco Carenzi, generale italiano (n. 1837)
- 1898 - Frederick Benteen, generale statunitense (n. 1834)
- 1899 - Daniel Jaroslav Bórik, patriota e pastore protestante slovacco (n. 1814)
- 1899 - Napoléon Louis de Méneval, militare francese (n. 1813)
- 1900 - Jasper Francis Cropsey, pittore statunitense (n. 1823)
- 1900 - Arthur-Léon Imbert de Saint-Amand, scrittore, storico e diplomatico francese (n. 1834)

## XX secolo(208)
- 1901 - Angelo Micheletti, ceramista e museologo italiano (n. 1853)
- 1904 - Richard Boyle, IX conte di Cork, politico irlandese (n. 1829)
- 1905 - Francis Lubbock, politico statunitense (n. 1815)
- 1906 - Fritz Schaudinn, biologo tedesco (n. 1871)
- 1910 - Maria d'Orange-Nassau, principessa olandese (n. 1841)
- 1911 - Bruno Klein, compositore e organista statunitense (n. 1858)
- 1912 - Richard Andree, geografo tedesco (n. 1835)
- 1912 - Michel Frédérick, ciclista su strada svizzero (n. 1872)
- 1913 - Ștefan Octavian Iosif, poeta e traduttore rumeno (n. 1875)
- 1913 - Victorin-Hippolyte Jasset, regista e sceneggiatore francese (n. 1862)
- 1914 - Thomas H. White, inventore e imprenditore statunitense (n. 1836)
- 1915 - Jules Bourdais, architetto francese (n. 1835)
- 1915 - Enrico Castelnuovo, scrittore italiano (n. 1839)
- 1915 - Cristoforo Pinto, architetto italiano (n. 1837)
- 1916 - Yoshio Tanaka, botanico giapponese (n. 1838)
- 1917 - Evgenij Francevič Bauėr, regista cinematografico russo (n. 1865)
- 1917 - Jacques Bürgin, calciatore svizzero (n. 1884)
- 1917 - Friedrich Wilhelm Küster, chimico tedesco (n. 1861)
- 1917 - John Lecky, rugbista a 15 neozelandese (n. 1863)
- 1917 - Fulvio Riccieri, generale italiano (n. 1862)
- 1917 - Kristian Zahrtmann, pittore danese (n. 1843)
- 1918 - Ernesto Di Broglio, politico italiano (n. 1840)
- 1918 - Marie-Antoinette de Geuser, mistica francese (n. 1889)
- 1918 - John Joseph Keane, arcivescovo cattolico irlandese (n. 1839)
- 1919 - Julian Aleksandrovič Skrjabin, pianista e compositore russo (n. 1908)
- 1922 - Giovanni Abbagnano, imprenditore italiano (n. 1860)
- 1922 - Elisa Agnini Lollini, attivista italiana (n. 1858)
- 1922 - Henry Hughes Wilson, generale britannico (n. 1864)
- 1924 - Theodor Wolf, naturalista e esploratore tedesco (n. 1841)
- 1924 - Friederich von Kleudgen, pittore tedesco (n. 1856)
- 1925 - Enrico De Amicis, matematico italiano (n. 1858)
- 1925 - Felix Klein, matematico tedesco (n. 1849)
- 1926 - Norman Garstin, pittore, insegnante e critico d'arte irlandese (n. 1847)
- 1926 - Charles Wollaston, calciatore inglese (n. 1849)
- 1927 - Luigi Ceci, linguista e glottologo italiano (n. 1859)
- 1927 - Josie Sadler, attrice statunitense (n. 1871)
- 1928 - George Siegmann, attore e regista statunitense (n. 1882)
- 1930 - Eugenio Chiesa, politico italiano (n. 1863)
- 1930 - Philippe Robert, pittore e naturalista svizzero (n. 1881)
- 1931 - Armand Fallières, politico francese (n. 1841)
- 1932 - Abdullah al-Mu'tassim Billah di Pahang, sovrano malese (n. 1874)
- 1935 - Szymon Askenazy, storico, diplomatico e politico polacco (n. 1866)
- 1935 - Giovanni Pranzini, vescovo cattolico italiano (n. 1875)
- 1936 - Moritz Schlick, fisico e filosofo tedesco (n. 1882)
- 1937 - Ludwig Bachmann, biografo e storico tedesco (n. 1856)
- 1937 - Eric Campbell Geddes, imprenditore e politico britannico (n. 1875)
- 1937 - Andrés Nin, politico e antifascista spagnolo (n. 1892)
- 1937 - Jean-Joseph Rabearivelo, poeta e scrittore malgascio (n. 1903)
- 1938 - Herbert Jamison, velocista statunitense (n. 1875)
- 1939 - Thomas Mason Wilford, avvocato, politico e diplomatico neozelandese (n. 1870)
- 1939 - Raffaello Santarelli, storico e poeta italiano (n. 1883)
- 1939 - Benjamin Tucker, filosofo statunitense (n. 1854)
- 1940 - Walter Hasenclever, scrittore e drammaturgo tedesco (n. 1890)
- 1940 - Giovanni Ingrao, militare e marinaio italiano (n. 1895)
- 1940 - Wladimir Köppen, geografo, botanico e climatologo tedesco (n. 1846)
- 1940 - Sestilio Matteocci, militare italiano (n. 1904)
- 1940 - Armando Minguzzi, scultore e intagliatore italiano (n. 1884)
- 1940 - Pasquale Morganti, scultore e architetto italiano (n. 1861)
- 1941 - Helmut Hamann, velocista tedesco (n. 1912)
- 1941 - Ludwig Vörg, alpinista e militare tedesco (n. 1911)
- 1942 - Enea Bortolotti, matematico italiano (n. 1896)
- 1943 - P.A. Orlimont, compositore di scacchi tedesco (n. 1867)
- 1944 - Norma Pratelli Parenti, partigiana italiana (n. 1921)
- 1944 - Adolfo Vigorelli, partigiano italiano (n. 1921)
- 1945 - Isamu Chō, generale giapponese (n. 1895)
- 1945 - Antonietta Dell'Era, ballerina italiana (n. 1860)
- 1945 - Džambul Džabaev, poeta sovietico (n. 1846)
- 1945 - Mitsuru Ushijima, generale giapponese (n. 1887)
- 1947 - Percy Fairclough, calciatore inglese (n. 1858)
- 1947 - Ettore Modigliani, funzionario e museologo italiano (n. 1873)
- 1948 - Regana De Liguoro, attrice italiana (n. 1919)
- 1950 - Jane Cowl, attrice, commediografa e sceneggiatrice statunitense (n. 1884)
- 1951 - Kim Myeong-sun, scrittrice, poetessa e attivista coreana (n. 1896)
- 1952 - Giuseppe Cavallera, politico italiano (n. 1873)
- 1954 - Karl Compton, fisico statunitense (n. 1897)
- 1954 - Giovanni Crocioni, filosofo, filologo e pedagogista italiano (n. 1870)
- 1954 - Luigi Reverberi, generale italiano (n. 1892)
- 1954 - Birger Sandzén, pittore svedese (n. 1871)
- 1955 - Lucien Nonguet, regista e sceneggiatore francese (n. 1869)
- 1955 - James Peck, mezzofondista canadese (n. 1880)
- 1956 - Walter de la Mare, poeta e scrittore britannico (n. 1873)
- 1957 - Carlo Capelli, calciatore italiano (n. 1892)
- 1959 - Bruce Harlan, tuffatore statunitense (n. 1926)
- 1959 - Karl Jäger, militare svizzero (n. 1888)
- 1961 - Vincenzo Colli, fondista italiano (n. 1899)
- 1961 - Maria di Romania, regina (n. 1900)
- 1961 - George Strange, canottiere canadese (n. 1880)
- 1962 - Mario Crespi, imprenditore, editore e politico italiano (n. 1879)
- 1962 - Martin Gordan, pattinatore artistico su ghiaccio tedesco (n. 1876)
- 1962 - Herbert William Heinrich, ingegnere statunitense (n. 1886)
- 1962 - Nuccia Robella, attrice italiana (n. 1887)
- 1962 - Angelo Tonolo, matematico italiano (n. 1885)
- 1963 - Sven Rosén, ginnasta svedese (n. 1887)
- 1963 - Maria Tănase, cantante romena (n. 1913)
- 1964 - Emilio Grandinetti, sindacalista, attivista e giornalista italiano (n. 1882)
- 1964 - Jan Mertens, ciclista su strada belga (n. 1904)
- 1965 - Roberto Iras Baldessari, pittore e incisore italiano (n. 1894)
- 1965 - David O. Selznick, produttore cinematografico e sceneggiatore statunitense (n. 1902)
- 1966 - Alessandro Scarioni, allenatore di calcio e calciatore italiano (n. 1889)
- 1966 - Thad Shideler, ostacolista statunitense (n. 1883)
- 1966 - Antonio Vian, compositore italiano (n. 1918)
- 1967 - Li Lisan, politico, sindacalista e militare cinese (n. 1899)
- 1968 - John Beckman, cestista statunitense (n. 1895)
- 1968 - Vincenzo Gagliardi, politico italiano (n. 1925)
- 1969 - Judy Garland, attrice e cantante statunitense (n. 1922)
- 1969 - William F. Hanson, musicista, compositore e musicologo statunitense (n. 1887)
- 1969 - Max Hess, ginnasta e multiplista statunitense (n. 1877)
- 1969 - Attilio Milano, storico italiano (n. 1907)
- 1970 - René Bouscat, generale francese (n. 1891)
- 1970 - Antonio Capetti, ingegnere italiano (n. 1895)
- 1970 - Dixon Fiske, pallanuotista statunitense (n. 1914)
- 1970 - Đặng Thùy Trâm, chirurgo e scrittrice vietnamita (n. 1943)
- 1970 - Tudor Collins, fotografo neozelandese (n. 1898)
- 1970 - Grete Wiesenthal, ballerina, attrice e coreografa austriaca (n. 1885)
- 1971 - Ettore Cozzani, scrittore, poeta e editore italiano (n. 1884)
- 1971 - Amilcare Savojardo, dirigente sportivo, allenatore di calcio e calciatore italiano (n. 1890)
- 1972 - Elton Britt, cantante statunitense (n. 1913)
- 1972 - Paul Czinner, regista, scrittore e produttore cinematografico ungherese (n. 1890)
- 1972 - Vladimir Durković, calciatore jugoslavo (n. 1937)
- 1972 - Sergio Sergi, antropologo italiano (n. 1878)
- 1973 - Friedl Czepa, attrice austriaca (n. 1898)
- 1973 - Luciano Ricci, regista italiano (n. 1928)
- 1973 - Semёn Isaevič Tumanov, regista sovietico (n. 1921)
- 1974 - Karl Holmström, saltatore con gli sci svedese (n. 1925)
- 1974 - Darius Milhaud, compositore francese (n. 1892)
- 1975 - Per Wahlöö, scrittore, giornalista e traduttore svedese (n. 1926)
- 1976 - Tibor Csík, pugile ungherese (n. 1927)
- 1976 - Paride Formentini, economista italiano (n. 1899)
- 1976 - Zoltán Krenický, cestista cecoslovacco (n. 1925)
- 1976 - Eric Marques, pentatleta brasiliano (n. 1919)
- 1976 - Paul Pimsleur, linguista statunitense (n. 1927)
- 1976 - Óscar Rodríguez López, calciatore spagnolo (n. 1903)
- 1977 - Luigi Amato, imprenditore e politico italiano (n. 1910)
- 1977 - Hugo Giammusso, pittore e vignettista italiano (n. 1908)
- 1977 - Peter Laughner, cantante, chitarrista e compositore statunitense (n. 1952)
- 1977 - Marston Morse, matematico statunitense (n. 1892)
- 1978 - Giuseppe Bigogno, calciatore e allenatore di calcio italiano (n. 1909)
- 1978 - Jens Otto Krag, politico danese (n. 1914)
- 1978 - Vladimir Ivanovič Ovčinnikov, pittore russo (n. 1911)
- 1979 - Louis Chiron, pilota automobilistico monegasco (n. 1899)
- 1979 - Wiard Ihnen, scenografo statunitense (n. 1897)
- 1980 - Adriano Foscari, ammiraglio e marinaio italiano (n. 1904)
- 1980 - Giovanni Losardo, politico italiano (n. 1926)
- 1980 - Dīmītrīs Partsalidīs, politico greco (n. 1905)
- 1980 - Luigi Ugolini, scrittore e giornalista italiano (n. 1891)
- 1981 - Henri Bouillard, presbitero e teologo francese (n. 1908)
- 1981 - Peter Hol, ginnasta norvegese (n. 1883)
- 1981 - Lola Lane, attrice statunitense (n. 1906)
- 1981 - Karel Čipera, calciatore cecoslovacco (n. 1899)
- 1982 - Hjalmar Andresen, calciatore norvegese (n. 1914)
- 1982 - Martim Francisco, allenatore di calcio brasiliano (n. 1928)
- 1982 - Alan Webb, attore inglese (n. 1906)
- 1982 - Alexandra Wolff Stomersee, psicoanalista russa (n. 1894)
- 1983 - David MacDonald, regista, sceneggiatore e produttore cinematografico britannico (n. 1904)
- 1983 - Gian Piero Motti, alpinista e scrittore italiano (n. 1946)
- 1984 - Joseph Losey, regista, sceneggiatore e produttore cinematografico statunitense (n. 1909)
- 1985 - Guido Ceccherini, politico, partigiano e arbitro di calcio italiano (n. 1906)
- 1985 - Marino Piazzolla, poeta e scrittore italiano (n. 1910)
- 1985 - Piero Tellini, sceneggiatore e regista italiano (n. 1917)
- 1985 - Patricia Ward, tennista britannica (n. 1929)
- 1985 - Günter Wyszecki, fisico tedesco (n. 1925)
- 1986 - Mary Anderson, attrice statunitense (n. 1897)
- 1986 - Fausto Melotti, scultore, pittore e musicista italiano (n. 1901)
- 1986 - Marcello Tofani, partigiano italiano (n. 1923)
- 1987 - Fred Astaire, ballerino, attore e coreografo statunitense (n. 1899)
- 1987 - Mario Romano, architetto italiano (n. 1898)
- 1987 - Raymond Ruyer, filosofo francese (n. 1902)
- 1988 - Leonard Matlovich, attivista e militare statunitense (n. 1943)
- 1988 - Dennis Day, attore statunitense (n. 1916)
- 1988 - Stuart Randall, attore statunitense (n. 1909)
- 1989 - Teresa Buelloni, poetessa italiana (n. 1902)
- 1989 - Brunetto Del Vita, produttore cinematografico, produttore televisivo e attore italiano (n. 1919)
- 1989 - Anton Dermota, tenore sloveno (n. 1910)
- 1989 - Robert Körner, allenatore di calcio e calciatore austriaco (n. 1924)
- 1989 - Henri Sauguet, compositore francese (n. 1901)
- 1989 - Lisa Sergio, giornalista e scrittrice italiana (n. 1905)
- 1990 - Edoardo Bulgheroni, imprenditore e dirigente sportivo italiano (n. 1909)
- 1990 - Il'ja Michajlovič Frank, fisico sovietico (n. 1908)
- 1990 - Elizabeth Harwood, soprano britannico (n. 1938)
- 1990 - Paula Ruutu, politica e docente finlandese (n. 1906)
- 1990 - Luigi Traverso, calciatore italiano (n. 1929)
- 1991 - Luigi Infantino, tenore italiano (n. 1921)
- 1991 - Romano Penzo, calciatore e allenatore di calcio italiano (n. 1920)
- 1991 - Michael Westphal, tennista tedesco (n. 1965)
- 1992 - M. F. K. Fisher, scrittrice statunitense (n. 1908)
- 1992 - Reg Harris, pistard britannico (n. 1920)
- 1992 - Franco Leccese, velocista italiano (n. 1925)
- 1992 - Chuck Mitchell, attore statunitense (n. 1927)
- 1992 - István Szívós, pallanuotista e allenatore di pallanuoto ungherese (n. 1920)
- 1993 - Luigi Cuomo, schermidore italiano (n. 1901)
- 1993 - Rodolfo Díaz, cestista messicano (n. 1918)
- 1993 - Elisabeth Nagele, slittinista svizzera (n. 1933)
- 1993 - Pat Nixon, first lady statunitense (n. 1912)
- 1994 - Otto Bradfisch, economista, giurista e militare tedesco (n. 1903)
- 1994 - Il'ja Abramovič Frėz, regista cinematografico sovietico (n. 1909)
- 1995 - Yves Congar, cardinale e teologo francese (n. 1904)
- 1995 - Gerhard Nenning, sciatore alpino austriaco (n. 1940)
- 1996 - Terrel Bell, politico statunitense (n. 1921)
- 1996 - Bill Emerson, politico statunitense (n. 1938)
- 1996 - Epameinōndas Samartzidīs, pallanuotista e nuotatore greco (n. 1965)
- 1997 - Ted Gärdestad, cantante svedese (n. 1956)
- 1997 - Don Henderson, attore britannico (n. 1931)
- 1997 - Paul Napolitano, cestista statunitense (n. 1923)
- 1998 - Antonio Comelli, politico italiano (n. 1920)
- 1998 - Norberto Méndez, calciatore argentino (n. 1923)
- 1999 - Luboš Fišer, compositore ceco (n. 1935)
- 2000 - Onofrio Bramante, pittore e fumettista italiano (n. 1926)
- 2000 - Michel Droit, romanziere e giornalista francese (n. 1923)

## XXI secolo(136)
- 2001 - Mario Agüero, cestista cubano (n. 1924)
- 2001 - Luis Carniglia, calciatore e allenatore di calcio argentino (n. 1917)
- 2001 - Manuel Ledesma, cestista cileno (n. 1920)
- 2001 - Dave Mills, cestista statunitense (n. 1940)
- 2002 - Rodolfo Aricò, pittore e scenografo italiano (n. 1930)
- 2002 - Mario Cerutti, prefetto italiano (n. 1907)
- 2002 - Chang Cheh, regista cinese (n. 1923)
- 2002 - Cho Yoon-ok, calciatore sudcoreano (n. 1940)
- 2002 - Giorgio Guazzotti, impresario teatrale e critico teatrale italiano (n. 1928)
- 2002 - Eppie Lederer, opinionista statunitense (n. 1918)
- 2002 - Vincenzo Mannino, pianista, insegnante e compositore italiano (n. 1913)
- 2002 - Helen Nielsen, scrittrice e sceneggiatrice statunitense (n. 1918)
- 2002 - Yoshio Okada, calciatore giapponese (n. 1926)
- 2002 - Nello Riviè, attore e doppiatore italiano (n. 1934)
- 2003 - Mladen Bogdanović, calciatore jugoslavo (n. 1960)
- 2003 - Sergio Bruni, cantautore, chitarrista e compositore italiano (n. 1921)
- 2003 - Vasil' Bykov, scrittore sovietico (n. 1924)
- 2003 - Gladys Heldman, dirigente sportiva, editrice e tennista statunitense (n. 1922)
- 2003 - John Mandic, cestista statunitense (n. 1919)
- 2004 - Bob Bemer, informatico statunitense (n. 1920)
- 2004 - Thomas Gold, astrofisico austriaco (n. 1920)
- 2005 - Clive Clerk, attore, ballerino e pittore statunitense (n. 1945)
- 2006 - Asun Balzola, scrittrice, traduttrice e illustratrice spagnola (n. 1942)
- 2006 - Anna Castelli Ferrieri, designer e architetta italiana (n. 1918)
- 2006 - Pinuccia Nava, attrice italiana (n. 1920)
- 2007 - Bernd e Hilla Becher, artista e fotografo tedesco (n. 1931)
- 2007 - Nancy Benoit, wrestler e modella statunitense (n. 1964)
- 2007 - Luciano Fabro, scultore, scrittore e docente italiano (n. 1936)
- 2007 - Nello Lusoli, politico e partigiano italiano (n. 1921)
- 2007 - Dorothea Orem, infermiera statunitense (n. 1914)
- 2008 - Natal'ja Petrovna Bechtereva, neuroscienziata e psicologa russa (n. 1924)
- 2008 - George Carlin, comico, attore e sceneggiatore statunitense (n. 1937)
- 2008 - Albert Cossery, scrittore egiziano (n. 1913)
- 2008 - Ramon Filippini, calciatore svedese (n. 1928)
- 2008 - Dody Goodman, attrice statunitense (n. 1914)
- 2008 - Klaus Michael Grüber, regista teatrale tedesco (n. 1941)
- 2008 - Ron Stitfall, calciatore gallese (n. 1925)
- 2009 - Pierre Grelot, teologo, biblista e presbitero francese (n. 1917)
- 2009 - Vito Pallabazzer, linguista e glottologo italiano (n. 1928)
- 2009 - Karel Van Miert, politico belga (n. 1942)
- 2010 - Giovanni Manzella, calciatore italiano (n. 1932)
- 2010 - Francesco Orlando, critico letterario e francesista italiano (n. 1934)
- 2010 - Levern Tart, cestista statunitense (n. 1942)
- 2011 - Consuelo Armijo, scrittrice e illustratrice spagnola (n. 1940)
- 2011 - Alberto Cavalieri, pittore e scultore italiano (n. 1927)
- 2011 - Luciano Sassi, allenatore di calcio e calciatore italiano (n. 1931)
- 2011 - Stanislav Zámečník, scrittore e storico ceco (n. 1922)
- 2011 - Coşkun Özarı, calciatore e allenatore di calcio turco (n. 1931)
- 2012 - María Teresa Castillo, giornalista, attivista e politica venezuelana (n. 1908)
- 2012 - Lida Ferro, attrice italiana (n. 1915)
- 2012 - Giuliano Giovetti, calciatore e disegnatore italiano (n. 1927)
- 2012 - Sergio Goretti, vescovo cattolico italiano (n. 1929)
- 2012 - Vincenzo Guerrazzi, pittore e scrittore italiano (n. 1940)
- 2012 - Jackie Neilson, calciatore scozzese (n. 1929)
- 2012 - Ignacio Ramos, cestista e allenatore di pallacanestro filippino
- 2012 - Rolly Tasker, velista australiano (n. 1926)
- 2013 - Sergio Focardi, fisico italiano (n. 1932)
- 2013 - Henning Larsen, architetto danese (n. 1925)
- 2013 - Gary Pickford-Hopkins, cantante britannico (n. 1948)
- 2013 - Allan Simonsen, pilota automobilistico danese (n. 1978)
- 2014 - Werner Biskup, allenatore di calcio e calciatore tedesco (n. 1942)
- 2014 - Aleksandr Shadrin, calciatore uzbeko (n. 1988)
- 2014 - Bruno Zumino, fisico italiano (n. 1923)
- 2015 - Laura Antonelli, attrice italiana (n. 1941)
- 2015 - Luís Carlos Nunes da Silva, allenatore di calcio e calciatore brasiliano (n. 1937)
- 2015 - James Carnegie, III duca di Fife, politico e nobile britannico (n. 1929)
- 2015 - Constantin Cernăianu, dirigente sportivo, allenatore di calcio e calciatore rumeno (n. 1933)
- 2015 - Mario Di Iorio, regista teatrale, imprenditore e sceneggiatore italiano (n. 1944)
- 2015 - Albert Evans, ballerino e coreografo statunitense (n. 1968)
- 2015 - James Horner, compositore e direttore d'orchestra statunitense (n. 1953)
- 2015 - Ljubov' Kozyreva, fondista sovietica (n. 1929)
- 2015 - Buddy Landel, wrestler statunitense (n. 1961)
- 2015 - Italo Rebuzzi, calciatore italiano (n. 1922)
- 2015 - Dick Stanfel, giocatore di football americano e allenatore di football americano statunitense (n. 1927)
- 2015 - Gabriele Wohmann, scrittrice tedesca (n. 1932)
- 2016 - Roberto Lovera, cestista e allenatore di pallacanestro uruguaiano (n. 1922)
- 2016 - Tokia Russell, calciatore bermudiano (n. 1977)
- 2016 - Amjad Sabri, cantante pakistano (n. 1970)
- 2017 - Paul De Rolf, attore e ballerino statunitense (n. 1942)
- 2017 - Piero Fabiani, politico italiano (n. 1919)
- 2017 - Quett Masire, politico botswano (n. 1925)
- 2017 - Mao Kobayashi, attrice e conduttrice televisiva giapponese (n. 1982)
- 2017 - Attilio Lolini, poeta e giornalista italiano (n. 1937)
- 2017 - Hartmut Neugebauer, doppiatore, attore e conduttore radiofonico tedesco (n. 1942)
- 2017 - John Raphael Quinn, arcivescovo cattolico statunitense (n. 1929)
- 2017 - Stewart Wieck, autore di giochi statunitense (n. 1968)
- 2018 - Vinnie Paul, batterista statunitense (n. 1964)
- 2018 - Dick Leitsch, attivista statunitense (n. 1935)
- 2018 - Geoffrey Oryema, musicista e cantante ugandese (n. 1953)
- 2018 - Waldir Pires, politico brasiliano (n. 1926)
- 2019 - Arild Berg, calciatore norvegese (n. 1975)
- 2019 - Michele De Martiis, politico italiano (n. 1926)
- 2019 - Miguel Ángel Falasca, pallavolista e allenatore di pallavolo spagnolo (n. 1973)
- 2019 - Gian Giacomo Fissore, diplomatista, storico e paleografo italiano (n. 1940)
- 2019 - Primo Luigi Galasi, calciatore e allenatore di calcio italiano (n. 1940)
- 2019 - Judith Krantz, scrittrice e giornalista statunitense (n. 1928)
- 2019 - Thalles, calciatore brasiliano (n. 1995)
- 2019 - Ambachew Mekonnen, politico etiope (n. 1971)
- 2020 - Enrique Casaretto, calciatore peruviano (n. 1945)
- 2020 - Dina Luce, giornalista, scrittrice e conduttrice radiofonica italiana (n. 1931)
- 2020 - Carlos Luis Morales, calciatore ecuadoriano (n. 1965)
- 2020 - Harry Penk, calciatore inglese (n. 1934)
- 2020 - Pierino Prati, calciatore e allenatore di calcio italiano (n. 1946)
- 2020 - Joel Schumacher, regista, sceneggiatore e produttore cinematografico statunitense (n. 1939)
- 2021 - Giancarlo Amadeo, calciatore e allenatore di calcio italiano (n. 1934)
- 2021 - Gabriele Boscetto, politico e avvocato italiano (n. 1944)
- 2021 - Stanislao Farri, fotografo italiano (n. 1924)
- 2021 - Giulia Niccolai, poetessa, scrittrice e traduttrice italiana (n. 1934)
- 2021 - Beryl Penrose, tennista australiana (n. 1930)
- 2021 - Antonio Salines, attore e regista italiano (n. 1936)
- 2021 - Sergej Šapošnikov, calciatore e allenatore di calcio sovietico (n. 1923)
- 2022 - Patrick Adams, produttore discografico, compositore e musicista statunitense (n. 1950)
- 2022 - Yves Coppens, paleontologo francese (n. 1934)
- 2022 - Jonny Nilsson, pattinatore di velocità su ghiaccio svedese (n. 1943)
- 2022 - Tony Siragusa, giocatore di football americano, attore e imprenditore statunitense (n. 1967)
- 2022 - Bruton Smith, imprenditore statunitense (n. 1927)
- 2022 - Jüri Tarmak, altista sovietico (n. 1946)
- 2023 - Peter Brötzmann, sassofonista e clarinettista tedesco (n. 1941)
- 2023 - Stéphane Demol, calciatore e allenatore di calcio belga (n. 1966)
- 2023 - Gladys Gaitán, cestista argentina
- 2023 - Horst-Dieter Höttges, calciatore tedesco (n. 1943)
- 2023 - Wolfgang Krüger, calciatore tedesco (n. 1953)
- 2023 - Harry Markowitz, economista statunitense (n. 1927)
- 2023 - Ronnie Nolan, calciatore irlandese (n. 1933)
- 2023 - Hubert Vogelsinger, allenatore di calcio e saggista austriaco (n. 1938)
- 2024 - Sandro Benedetti, architetto e storico dell'architettura italiano (n. 1933)
- 2024 - Johan Dalgas Frisch, compositore, ingegnere e ornitologo brasiliano (n. 1930)
- 2024 - Rafael Edri, politico israeliano (n. 1937)
- 2024 - Pierre Gibert, presbitero francese (n. 1936)
- 2024 - John A. McDougall, medico e saggista statunitense (n. 1947)
- 2024 - Amit Singh Bakshi, hockeista su prato indiano (n. 1925)
- 2024 - Ivo Urban, calciatore e giornalista cecoslovacco (n. 1931)
- 2025 - Aki Aleong, attore trinidadiano (n. 1934)
- 2025 - Francesco Pazienza, agente segreto italiano (n. 1946)
- 2025 - Arnaldo Pomodoro, scultore e orafo italiano (n. 1926)
- 2025 - Franco Testa, pistard e ciclista su strada italiano (n. 1938)

## Senza anno specificato(1)
- Carlo I di Lorena, nobile (n. 953)